# Jambalaya - Bossa Americana-
『Jambalaya - Bossa Americana-』（ジャンバラヤ ボッサ・アメリカーナ）は、小野リサのアルバム。2006年7月12日に発売された。アメリカン・スタンダードをカヴァーしたアルバムで、英語詞が中心である。

## 収録曲
1. Jambalaya - ジャンバラヤ
ハンク・ウィリアムズの楽曲をカヴァー
2. Take Me Home, Country Roads - テイクミー・ホーム・カントリー・カード/故郷へ帰りたい
先行シングル曲。もともとはジョン・デンバーの楽曲だが、日本ではオリヴィア・ニュートン・ジョンのヴァージョンも有名である。
3. Stay All Night - ステイ・オール・ナイト
4. Saliane - サリアーニ
ポルトガル語詞。
5. I'm All Old Cowhand - アイム・アン・オールド・カウハンド
ジョニー・マーサーのカヴァー
6. Gentle On My Mind - ジェントル・オン・マイ・マインド
ジョン・ハートフォード、グレン・キャンベルの楽曲のカヴァー
7. Crazy - クレイジー
ウィリー・ネルソンのカヴァー
8. I've Just Seen a Face - 夢の人
ビートルズのアルバム『ヘルプ!』からのナンバーのカヴァー
9. Old Fashioned Love ~ You Are My Sunshine - オールド・ファンションド・ラヴ〜ユーアーマイ・サンシャイン
メドレー曲。「You Are My〜」は1940年にヒットした、ジミー・デイヴィス (en:Jimmy Davis) とen:Charles Mitchellのヒット曲。
10. Litte Cabin Home On The Hill - リトル・キャビン・ホーム・オン・ザ・ヒル
11. She Wore A Yellow Ribbon - 黄色いリボン
12. Danny Boy  - ダニー・ボーイ
13. My Boy - マイ・ボーイ
オリジナル曲。イオンサマーコレクションCMソング。
14. Fescination - ファシネーション〜誘惑のワルツ
ノエビアCMソング。
15. Mornig Sun - モーニング・サン
ズームイン!!SUPERテーマ曲。

※斜体はボーナス・トラック。